# Persone di nome Howard
| Questa pagina contiene informazioni ricavate automaticamente dalle voci biografiche con l'ausilio del template Bio e di un bot. L'aggiornamento è periodico e automatico e ricostruisce completamente la pagina. Se manca una persona in questa lista, sei pregato di non aggiungerla, ma accertati piuttosto che la sua voce biografica contenga il template Bio e che i dati anagrafici siano correttamente compilati. Se il template Bio manca, inseriscilo tu stesso o, in alternativa, metti l'avviso {{tmp\|Bio}} che ne segnala la mancanza. Se i dati riportati sono sbagliati, correggi direttamente la voce biografica; le modifiche saranno visibili in questa lista entro pochi giorni. Per chiarimenti vedi il progetto antroponimi. La lista contiene solo le 198 persone che sono citate nell'enciclopedia e per le quali è stato implementato correttamente il template Bio. Pagina aggiornata al 16 ott 2024. |

Questa è una lista di persone presenti nell'enciclopedia che hanno il prenome Howard, suddivise per attività principale.

## Allenatori di calcio(2)
- Howard Kendall, allenatore di calcio e calciatore inglese (Ryton, n. 1946 - Southport, † 2015)
- Howard Wilkinson, allenatore di calcio e ex calciatore inglese (Sheffield, n. 1943)

## Allenatori di pallacanestro(1)
- Jay Triano, allenatore di pallacanestro e ex cestista canadese (Tillsonburg, n. 1958)

## Arbitri di calcio(1)
- Howard Webb, ex arbitro di calcio inglese (Rotherham, n. 1971)

## Archeologi(1)
- Howard Carter, archeologo e egittologo britannico (Londra, n. 1874 - Londra, † 1939)

## Architetti(1)
- Howard Van Doren Shaw, architetto statunitense (Chicago, n. 1869 - Baltimora, † 1926)

## Arcieri(1)
- Howard Hill, arciere statunitense (Wilsonville, n. 1899 - Birmingham, † 1975)

## Arcivescovi anglicani(1)
- Howard Clark, arcivescovo anglicano canadese (Fort Macleod, n. 1901 - † 1983)

## Armonicisti(1)
- Howard Levy, armonicista, pianista e compositore statunitense (New York, n. 1951)

## Artisti(1)
- Howard Lyon, artista statunitense

## Astronomi(1)
- Howard J. Brewington, astronomo statunitense

## Attivisti(1)
- Howard Williams, attivista e saggista inglese (n. 1837 - † 1931)

## Attori(20)
- Roy Barcroft, attore statunitense (Crab Orchard, n. 1902 - Woodland Hills, † 1969)
- Ted Bessell, attore e regista televisivo statunitense (New York, n. 1935 - Los Angeles, † 1996)
- Howard Caine, attore statunitense (Nashville, n. 1926 - North Hollywood, † 1993)
- Howard Charles, attore britannico (n. 1983)
- Howard Da Silva, attore statunitense (Cleveland, n. 1909 - Ossining, † 1986)
- Howard Davies, attore inglese (Liverpool, n. 1879 - Los Angeles, † 1947)
- Howard Duff, attore statunitense (Bremerton, n. 1913 - Santa Barbara, † 1990)
- Howard Freeman, attore statunitense (Helena, n. 1899 - New York, † 1967)
- Howard Hesseman, attore statunitense (Lebanon, n. 1940 - Los Angeles, † 2022)
- Howard C. Hickman, attore e regista statunitense (Columbia, n. 1880 - San Anselmo, † 1949)
- Sherman Howard, attore statunitense (Chicago, n. 1949)
- Howard McGillin, attore e cantante statunitense (Los Angeles, n. 1953)
- Howard McNear, attore statunitense (Los Angeles, n. 1905 - San Fernando Valley, † 1969)
- Howard Missimer, attore statunitense (Millersburg, n. 1867)
- Howard Morris, attore, regista e doppiatore statunitense (New York, n. 1919 - Los Angeles, † 2005)
- Howard Morton, attore statunitense (New York City, n. 1925 - Burbank, † 1997)
- Howard Rollins, attore statunitense (Baltimora, n. 1950 - New York, † 1996)
- Howard St. John, attore statunitense (Chicago, n. 1905 - New York, † 1974)
- Howard Vernon, attore svizzero (Baden-Baden, n. 1908 - Issy-les-Moulineaux, † 1996)
- Howard Wendell, attore statunitense (Johnstown, n. 1908 - Oregon City, † 1975)

## Attori pornografici(1)
- Richard Pacheco, ex attore pornografico statunitense (Chelsea, n. 1948)

## Aviatori(1)
- Howard Hughes, aviatore, regista e produttore cinematografico statunitense (Humble, n. 1905 - Houston, † 1976)

## Bassisti(1)
- Howie Pyro, bassista, chitarrista e musicista statunitense (New York, n. 1960 - Los Angeles, † 2022)

## Biblisti(1)
- Howard Clark Kee, biblista statunitense (Beverly, n. 1920 - Haverford, † 2017)

## Biochimici(1)
- Howard Cedar, biochimico statunitense (New York, n. 1943)

## Bobbisti(3)
- Howard Clifton, bobbista statunitense (Albany, n. 1939 - † 1990)
- Howard Wallace Crossett, bobbista statunitense (Lake Placid, n. 1918 - Lebanon, † 1968)
- Howard Siler, bobbista statunitense (Newport News, n. 1945 - Clermont, † 2014)

## Calciatori(5)
- Howard Clark, ex calciatore inglese (Coventry, n. 1968)
- Howard Gayle, ex calciatore inglese (Liverpool, n. 1958)
- Howard Mwikuta, calciatore e giocatore di football americano zambiano (Ndola, n. 1941 - Chililabombwe, † 1988)
- Howard Riley, ex calciatore inglese (Wigston Magna, n. 1938)
- Howard Spencer, calciatore inglese (Edgbaston, n. 1875 - Sutton Coldfield, † 1940)

## Cantanti(4)
- Howard Carpendale, cantante, compositore e attore sudafricano (Durban, n. 1946)
- Howard Donald, cantante, ballerino e disc jockey britannico (Droylsden, n. 1968)
- Howard Jones, cantante statunitense (Columbus, n. 1970)
- Andy Williams, cantante, attore e showman statunitense (Wall Lake, n. 1927 - Branson, † 2012)

## Cantautori(2)
- Howie Day, cantautore statunitense (Brewer, n. 1981)
- Howie Dorough, cantautore, musicista e attore statunitense (Orlando, n. 1973)

## Cestisti(29)
- Neal Adams, cestista statunitense (El Paso, n. 1919 - Sand Springs, † 1998)
- Howard Bayne, cestista statunitense (Dayton, n. 1942 - Dayton, † 2018)
- Howard Cable, cestista statunitense (Akron, n. 1913 - Prospect, † 1995)
- Howard Cann, cestista, giocatore di football americano e pesista statunitense (Bridgeport, n. 1895 - Dobbs Ferry, † 1992)
- Howie Carl, cestista statunitense (Chicago, n. 1938 - Glenview, † 2005)
- Howard Carter, ex cestista statunitense (Baton Rouge, n. 1961)
- Howie Dallmar, cestista e allenatore di pallacanestro statunitense (San Francisco, n. 1922 - San Francisco, † 1991)
- Howard Eisley, ex cestista e allenatore di pallacanestro statunitense (Detroit, n. 1972)
- Howard Frier, ex cestista statunitense (Suffolk, n. 1976)
- Howard Hobson, cestista, giocatore di baseball e allenatore di pallacanestro statunitense (Portland, n. 1903 - Portland, † 1991)
- Howie Hoffman, cestista statunitense (Bridgeport, n. 1921 - Danville, † 1996)
- Howie Janotta, cestista statunitense (Hackensack, n. 1924 - San Antonio, † 2010)
- Howie Jolliff, ex cestista statunitense (n. 1938)
- Howie Kelsey, ex cestista canadese (Vancouver, n. 1957)
- Howard Komives, cestista e allenatore di pallacanestro statunitense (Toledo, n. 1941 - Toledo, † 2009)
- Howard Lassoff, cestista statunitense (Filadelfia, n. 1955 - Wynnewood, † 2013)
- Howie McCarty, cestista statunitense (Port Huron, n. 1919 - † 2000)
- Howie Montgomery, ex cestista statunitense (n. 1940)
- Howard Nathan, cestista statunitense (Peoria, n. 1972 - Peoria, † 2019)
- Howard Porter, cestista statunitense (Stuart, n. 1948 - Minneapolis, † 2007)
- Howie Rader, cestista statunitense (Brooklyn, n. 1921 - El Paso, † 1991)
- Howard Sant-Roos, cestista cubano (L'Avana, n. 1991)
- Howie Shannon, cestista e allenatore di pallacanestro statunitense (Manhattan, n. 1923 - Plano, † 1995)
- Trey Thompkins, cestista statunitense (Lithonia, n. 1990)
- Hal Tidrick, cestista statunitense (n. 1915 - Decatur, † 1974)
- Howie Triano, cestista canadese (Niagara Falls, n. 1933 - Niagara Falls, † 2017)
- Howie Williams, cestista statunitense (New Ross, n. 1927 - Phoenix, † 2004)
- Howie Wright, ex cestista statunitense (Louisville, n. 1947)
- Howard Wright, ex cestista statunitense (San Diego, n. 1967)

## Chimici(1)
- Tracy Hall, chimico e fisico statunitense (Ogden, n. 1919 - Provo, † 2008)

## Chitarristi(2)
- Duane Allman, chitarrista e cantante statunitense (Nashville, n. 1946 - Macon, † 1971)
- Howard Leese, chitarrista, tastierista e compositore statunitense (Hollywood, n. 1951)

## Compositori(6)
- Howard Drossin, compositore e musicista statunitense (Los Angeles, n. 1970)
- Howard Hanson, compositore e direttore d'orchestra statunitense (Wahoo, n. 1896 - Rochester, † 1981)
- Bart Howard, compositore statunitense (Burlington, n. 1915 - Carmel, † 2004)
- Howard Jackson, compositore statunitense (St. Augustine, n. 1900 - Florida, † 1966)
- Howard Shore, compositore e direttore d'orchestra canadese (Toronto, n. 1946)
- Howard Skempton, compositore, pianista e fisarmonicista inglese (Chester, n. 1947)

## Conduttori radiofonici(1)
- Howard Stern, conduttore radiofonico, conduttore televisivo e scrittore statunitense (New York, n. 1954)

## Conduttori televisivi(1)
- Howie Mandel, conduttore televisivo, comico e attore canadese (Toronto, n. 1955)

## Costumisti(1)
- Howard Greer, costumista e stilista statunitense (Rushville, n. 1896 - Culver City, † 1974)

## Criminali(1)
- Howard Marks, criminale e attivista britannico (Kenfing Hill, n. 1945 - Leeds, † 2016)

## Critici letterari(1)
- Howard Rheingold, critico letterario, sociologo e saggista statunitense (Phoenix, n. 1947)

## Designer(1)
- Howard Darrin, designer statunitense (Cranford, n. 1897 - † 1982)

## Diplomatici(1)
- Howard William Kennard, diplomatico e ambasciatore britannico (Brighton, n. 1878 - † 1955)

## Dirigenti d'azienda(1)
- Humpy Wheeler, dirigente d'azienda statunitense (Belmont, n. 1938)

## Dirigenti sportivi(1)
- Howard Garfinkel, dirigente sportivo statunitense (New York, n. 1929 - New York, † 2016)

## Drammaturghi(4)
- Howard Barker, drammaturgo e sceneggiatore britannico (Londra, n. 1946)
- Howard Brenton, drammaturgo e sceneggiatore britannico (Portsmouth, n. 1942)
- Howard Lindsay, drammaturgo, attore e sceneggiatore statunitense (New York, n. 1889 - New York, † 1968)
- Howard Sackler, drammaturgo e sceneggiatore statunitense (New York, n. 1929 - Ibiza, † 1982)

## Ecologi(1)
- Howard T. Odum, ecologo statunitense (Chapel Hill, n. 1924 - Gainesville, † 2002)

## Entomologi(1)
- Howard Everest Hinton, entomologo britannico (n. 1912 - † 1977)

## Esoteristi(1)
- Anton LaVey, esoterista, musicista e scrittore statunitense (Chicago, n. 1930 - San Francisco, † 1997)

## Fisici(1)
- Howard Georgi, fisico statunitense (San Bernardino, n. 1947)

## Fumettisti(2)
- Howard Chaykin, fumettista statunitense (Newark, n. 1950)
- Howard Post, fumettista statunitense (New York, n. 1926 - New York, † 2010)

## Ginecologi(1)
- Howard Atwood Kelly, ginecologo statunitense (Camden, n. 1858 - † 1943)

## Giocatori di baseball(3)
- Earl Averill, giocatore di baseball statunitense (Snohomish, n. 1902 - Everett, † 1983)
- Howie Kendrick, ex giocatore di baseball statunitense (Jacksonville, n. 1983)
- Howie Schultz, giocatore di baseball, cestista e allenatore di pallacanestro statunitense (St. Paul, n. 1922 - Chaska, † 2009)

## Giocatori di football americano(7)
- Howard Ballard, ex giocatore di football americano statunitense (Ashland, n. 1963)
- Howard Cassady, giocatore di football americano statunitense (Columbus, n. 1934 - Tampa, † 2019)
- Howard Griffith, ex giocatore di football americano statunitense (Chicago, n. 1967)
- Howie Long, ex giocatore di football americano e attore statunitense (Charlestown, n. 1960)
- Clint Longley, ex giocatore di football americano statunitense (Wichita Falls, n. 1952)
- Howard Mudd, giocatore di football americano e allenatore di football americano statunitense (Midland, n. 1942 - Seattle, † 2020)
- Howard Richards, ex giocatore di football americano statunitense (St. Louis, n. 1959)

## Giocatori di poker(2)
- Howard Andrew, giocatore di poker statunitense (Hollywood, n. 1934 - San Francisco, † 2021)
- Howard Lederer, giocatore di poker statunitense (Concord, n. 1964)

## Giornalisti(2)
- Howard Cosell, giornalista, telecronista sportivo e conduttore televisivo statunitense (Winston-Salem, n. 1918 - New York, † 1995)
- Howard Finkel, commentatore televisivo statunitense (Newark, n. 1950 - Madison, † 2020)

## Hockeisti su ghiaccio(2)
- Howie Hughes, ex hockeista su ghiaccio canadese (St. Boniface, n. 1939)
- Howie Morenz, hockeista su ghiaccio canadese (Mitchell, n. 1902 - Montréal, † 1937)

## Illustratori(1)
- Howard Pyle, illustratore e scrittore statunitense (Wilmington, n. 1853 - Firenze, † 1911)

## Imprenditori(3)
- Howard Gould, imprenditore statunitense (New York, n. 1871 - New York, † 1959)
- Howard Marks, imprenditore e scrittore statunitense (New York City, n. 1946)
- Howard Schultz, imprenditore statunitense (New York, n. 1953)

## Informatici(2)
- Ward Cunningham, programmatore statunitense (Michigan City, n. 1949)
- Howard Scott Warshaw, programmatore e autore di videogiochi statunitense (n. 1957)

## Ingegneri(1)
- Howard Scott, ingegnere statunitense (n. 1890 - † 1970)

## Inventori(1)
- Lewis Latimer, inventore e scienziato statunitense (Chelsea, n. 1848 - New York, † 1928)

## Mafiosi(1)
- Howard Winter, mafioso statunitense (West Roxbury, n. 1929 - Millbury, † 2020)

## Matematici(4)
- Howard Hathaway Aiken, matematico statunitense (Hoboken, n. 1900 - Saint Louis, † 1973)
- Howard Jerome Keisler, matematico statunitense (Seattle, n. 1936)
- Howard Levi, matematico statunitense (New York, n. 1916 - New York, † 2002)
- Howard Percy Robertson, matematico, fisico e cosmologo statunitense (n. 1903 - † 1961)

## Medici(1)
- Howard Walter Florey, medico, patologo e fisiologo australiano (Adelaide, n. 1898 - Oxford, † 1968)

## Mezzofondisti(2)
- Howard Hayes, mezzofondista e velocista statunitense (Steubenville, n. 1877 - Chicago, † 1937)
- Howard Valentine, mezzofondista e velocista statunitense (New York, n. 1881 - New York, † 1932)

## Montatori(1)
- Howard Bretherton, montatore e regista cinematografico statunitense (Tacoma, n. 1890 - San Diego, † 1969)

## Musicisti(3)
- Howard Devoto, musicista e cantante britannico (Scunthorpe, n. 1952)
- Howie B, musicista e produttore discografico scozzese (Glasgow, n. 1963)
- Howard Johnson, musicista, polistrumentista e attore statunitense (Montgomery, n. 1941 - New York, † 2021)

## Musicologi(1)
- Howard Mayer Brown, musicologo statunitense (Los Angeles, n. 1930 - Venezia, † 1993)

## Navigatori(1)
- Howard Blackburn, marinaio canadese (n. 1859 - † 1932)

## Pallavolisti(1)
- Howard García, pallavolista portoricano (n. 1994)

## Parolieri(1)
- Howard Ashman, paroliere, librettista e regista teatrale statunitense (Baltimora, n. 1950 - New York, † 1991)

## Patologi(1)
- Howard Taylor Ricketts, patologo statunitense (Findlay, n. 1871 - Città del Messico, † 1910)

## Pianisti(1)
- Howard Shelley, pianista e direttore d'orchestra britannico (Londra, n. 1950)

## Poeti(1)
- Howard Nemerov, poeta statunitense (New York, n. 1920 - University City, † 1991)

## Politici(7)
- Howard Baker, politico e diplomatico statunitense (Huntsville, n. 1925 - Huntsville, † 2014)
- Howard Berman, politico statunitense (Los Angeles, n. 1941)
- Howard Dean, politico statunitense (New York, n. 1948)
- Morgan Griffith, politico statunitense (Filadelfia, n. 1958)
- Howard McKeon, politico statunitense (Los Angeles, n. 1938)
- Howard Metzenbaum, politico statunitense (Cleveland, n. 1917 - Aventura, † 2008)
- Kingsley Wood, politico britannico (Londra, n. 1881 - Londra, † 1943)

## Produttori cinematografici(3)
- Peter Guber, produttore cinematografico statunitense (Newton, n. 1942)
- Howard W. Koch, produttore cinematografico, regista e produttore televisivo statunitense (New York, n. 1916 - Los Angeles, † 2001)
- Howard Rosenman, produttore cinematografico e attore statunitense (Brownsville, n. 1945)

## Produttori discografici(1)
- Howard Benson, produttore discografico statunitense (Havertown, n. 1956)

## Psicologi(1)
- Howard Gardner, psicologo e docente statunitense (Scranton, n. 1943)

## Pugili(2)
- Howard Davis, pugile statunitense (Glen Cove, n. 1956 - Plantation, † 2015)
- Howard Winstone, pugile britannico (Merthyr Tydfil, n. 1939 - Merthyr Tydfil, † 2000)

## Rapper(1)
- Chingy, rapper e attore statunitense (Saint Louis, n. 1980)

## Registi(6)
- Howard Brookner, regista, sceneggiatore e produttore cinematografico statunitense (New York, n. 1954 - New York, † 1989)
- Howard Deutch, regista e produttore televisivo statunitense (New York, n. 1950)
- Howard Hawks, regista, produttore cinematografico e sceneggiatore statunitense (Goshen, n. 1896 - Palm Springs, † 1977)
- Howard M. Mitchell, regista e attore statunitense (Pittsburgh, n. 1883 - Hollywood, † 1958)
- Howard Smith, regista statunitense (Brooklyn, n. 1936 - Manhattan, † 2014)
- Howard Zieff, regista e fotografo statunitense (Chicago, n. 1927 - Los Angeles, † 2009)

## Scacchisti(1)
- Howard Staunton, scacchista inglese (Westmorland, n. 1810 - Londra, † 1874)

## Sceneggiatori(5)
- Howard Estabrook, sceneggiatore, attore e regista statunitense (Detroit, n. 1884 - Woodland Hills, † 1978)
- Howard Franklin, sceneggiatore e regista statunitense
- Howard Gordon, sceneggiatore e produttore televisivo statunitense (Queens, n. 1961)
- Howard Higgin, sceneggiatore e regista cinematografico statunitense (Denver, n. 1891 - Los Angeles, † 1938)
- Howard Overman, sceneggiatore e produttore cinematografico inglese

## Scenografi(1)
- Howard Bristol, scenografo statunitense (Iowa, n. 1902 - Santa Barbara, † 1971)

## Sciatori alpini(1)
- Chip Knight, ex sciatore alpino statunitense (Stamford, n. 1975)

## Scrittori(6)
- Howard Buten, scrittore statunitense (Detroit, n. 1950)
- Howard Fast, scrittore statunitense (New York, n. 1914 - Greenwich, † 2003)
- Howard Jacobson, scrittore, romanziere e umorista britannico (Manchester, n. 1942)
- H.P. Lovecraft, scrittore, poeta e critico letterario statunitense (Providence, n. 1890 - Providence, † 1937)
- Howard Owen, scrittore statunitense (Fayetteville, n. 1949)
- Howard Sounes, scrittore inglese (Inghilterra, n. 1965)

## Sociologi(1)
- Howard Saul Becker, sociologo statunitense (Chicago, n. 1928 - San Francisco, † 2023)

## Storici(4)
- Howard Hayes Scullard, storico britannico (Bedford, n. 1903 - Londra, † 1983)
- Howard Rosario Marraro, storico italiano (Regalbuto, n. 1897 - New York, † 1972)
- Howard Sachar, storico statunitense (Saint Louis, n. 1928 - † 2018)
- Howard Zinn, storico, saggista e attivista statunitense (New York, n. 1922 - Santa Monica, † 2010)

## Tennisti(1)
- Howard Kinsey, tennista statunitense (Saint Louis, n. 1899 - San Francisco, † 1966)

## Trombettisti(1)
- Howard McGhee, trombettista statunitense (Tulsa, n. 1918 - New York, † 1987)

## Velocisti(1)
- Howard Davis, ex velocista giamaicano (n. 1967)

## Vescovi cattolici(1)
- Howard Hubbard, vescovo cattolico statunitense (Troy, n. 1938 - Albany, † 2023)

## Virologi(1)
- Howard Martin Temin, virologo statunitense (Filadelfia, n. 1934 - Madison, † 1994)

## Senza attività specificata(1)
- Lydecker brothers, effettista statunitense (L'Avana, n. 1911 - Los Angeles, † 1969)